# Eburiomorpha guttata
Eburiomorpha guttata là một loài bọ cánh cứng trong họ Cerambycidae.